# Iamdudum
La Iamdudum è un'enciclica di san Pio X, datata 24 maggio 1911 e diretta all'episcopato portoghese. 
Argomento della lettera papale è la situazione della Chiesa in Portogallo: papa Sarto condanna le leggi di separazione introdotte in Portogallo, come già in Francia, che finiscono col subordinare la Chiesa allo Stato.